# 사죄 (전설)
사죄(四罪)는 중국 신화에 등장하는 천하에 해를 끼친 4주의 악신이다. 사흉과 혼동할 수 있다.

## 해당 악신
- 공공(共工)
- 환두(驩兜)
- 곤(鯀)
- 삼묘(三苗)

『사기』 본기에서 공공은 북적, 환두는 남만, 삼묘는 서융, 곤은 동이 등 사죄 각각이 사방에 사는 오랑캐족들이 되었다고 한다.

## 같이 보기
- 사흉
- 사령
- 사신